# جرج سل
جرج سل (انگلیسی: George Szell؛ ‎/ˈsɛl/‎؛ ۷ ژوئن ۱۸۹۷ – ۳۰ ژوئیه ۱۹۷۰) یک رهبر ارکستر، نوازنده پیانو، آهنگساز و مدرس موسیقی مجارستانی‌الاصل اهل ایالات متحده آمریکا بود.
جرج سل سال‌های متمادی رهبر ارکستر کلیولند بود و امروزه او را یکی از برترین رهبران ارکستر در قرن بیستم میلادی می‌دانند.